# 晋庄镇 (高阳县)
晋庄镇，是中华人民共和国河北省保定市高阳县下辖的一个乡镇级行政单位。
2013年，河北省民政厅批复同意撤销晋庄乡，设立晋庄镇，镇人民政府驻北晋庄村温泉路45号。

## 行政区划
晋庄镇下辖以下地区：
杨家佐村、佐家庄村、板桥村、北晋庄村、宋家桥村、三岔口村、南晋庄村、南板村、田家庄村、苇元屯村、张博士庄村、南尖窝村、西河村、阮庄村、野王村、徐果庄村、西河屯村、雷家庄村、尚家柳村、东河村、北尖窝村、耿庄村、解家庄村和西杨庄村。